# Dalwallinu
Dalwallinu is een plaats in de regio Wheatbelt in West-Australië. Het ligt langs de Great Northern Highway, 248 kilometer ten noordnoordoosten van Perth, 309 kilometer ten zuidoosten van Geraldton en 175 kilometer ten noorden van Northam.

## Geschiedenis
De oorspronkelijke bewoners van de streek bij aanvang van de Europese kolonisatie waren nomadische Aborigines van verschillende stammen. De streek was een grensgebied tussen verschillende stammen en taalgroepen, tussen de Nyungah Aborigines van het zuidwesten en Aboriginesstammen van het oosten.
In de tweede helft van de 19e eeuw lieten de benedictijnen uit New Norcia hun schapen in de streek grazen. De eerste kolonisten kwamen rond 1907 in de streek aan, aangetrokken door de mogelijkheid er graan te telen en schapen te kweken. In 1909 werd de streek opgemeten. Er werd een waterput geslagen ten zuiden van een nederzetting. Het jaar erop werden de eerste gewassen gezaaid.
In 1913 werd een spoorwegstation gebouwd langs de spoorweg tussen Wongan Hills en Mullewa. Dalwallinu werd officieel gesticht in 1914. De naam heeft een Aboriginesafkomst en betekende vermoedelijk "een plaats om even te wachten". Een andere theorie luidt dat het "goed land" betekende. Dit zou betrekking hebben op de graslanden dichter tegen Pithara. De Dalwallinu Road Board werd in 1916 gesticht. In 1917 kreeg het dorp een politiekantoor, in 1924 postkantoor en een districtshuis (En: Road Board Office), in 1926 een hotel, in 1927 een kerk en in 1929 vier winkels.
In 1932 werd aangekondigd dat er twee graansilo's in Dalwallinu gingen gebouwd worden. In 1964 werd in het dorp een secundaire school geopend. Dat jaar werd ook een zwembad gebouwd.

## 21e eeuw
Dalwallinu is het administratieve en dienstencentrum voor het landbouwdistrict Shire of Dalwallinu. McLevie is het verzamel- en ophaalpunt voor de oogst van de graanproducenten uit de streek die bij de Co-operative Bulk Handling Group aangesloten zijn.
In 2021 telde Dalwallinu 826 inwoners tegenover 594 in 2006.
Dalwallinu heeft een gemeenschapscentrum met een bibliotheek en een toerismekantoor, het Dalwallinu Discovery Centre. Verder is er een zwembad, een districtsschool en een districtshospitaal.

## Toerisme
Het toerismekantoor is in het Dalwallinu Discovery Centre gevestigd en biedt informatie over onder meer:
- Miamoon Reserve, een granieten ontsluiting met een door de Aborigines gebruikte waterbron (Engels: gnamma hole)
- Wildflower Way, een toeristische autoroute naar Geraldton waarlangs men van juli tot oktober wilde bloemen kan waarnemen
- Heritage Rabbit Proof Fence Trail, een toeristische autoroute langs de rabbit-proof fence
- Heritage Wattle Trail & Heritage Everlasting Trail, twee toeristische autoroutes door het district langsheen historisch en natuurlijk erfgoed
- Xantippe Water Tank & Catchment, een wandeling langs een uit de jaren 1920 daterende watertank, pijpleiding en stenen muur in een wateropvanggebied
- Old Courthouse, het oude gerechtsgebouw waar men de cel kan bezoeken waarin Snowy Rowles, bekend van de Murchison Murders, opgesloten is geweest
- het kerkhof van Dalwallinu waar Frederich Wilhelm Gustav Liebe, die Her Majesty's Theatre bouwde, begraven ligt
- enkele bewegwijzerde wandelingen door Dalwallinu en omgeving: Wattle & History Link, Old Well - School Trail, Old/New Country Trail, Woodland/Heritage Trail en de Botanical Fauna/Flora Trail.

## Transport
Dalwallinu ligt langs de Great Northern Highway. De N3-busdienst van Transwa  tussen Perth en Geraldton stopt enkele keren per week aan het oude spoorwegstation van Dalwallinu. De bussen van Integrity Coach Lines tussen Perth en Broome houden op aanvraag eveneens halt in Dalwallinu.
Dalwallinu heeft een landingsbaan: Dalwallinu Airport (ICAO: YDWU).
Over de spoorweg tussen Northam en Geraldton, via Goomalling, Wongan Hills, Dalwallinu en Mullewa, rijden geen reizigerstreinen meer, maar wel nog graantreinen naar de havens.

## Klimaat
Dalwallinu kent een warm steppeklimaat, BSh volgens de klimaatclassificatie van Köppen. De gemiddelde jaarlijkse temperatuur bedraagt er 18,6 °C en de gemiddelde jaarlijkse neerslag ligt rond 353 mm.

## Galerij

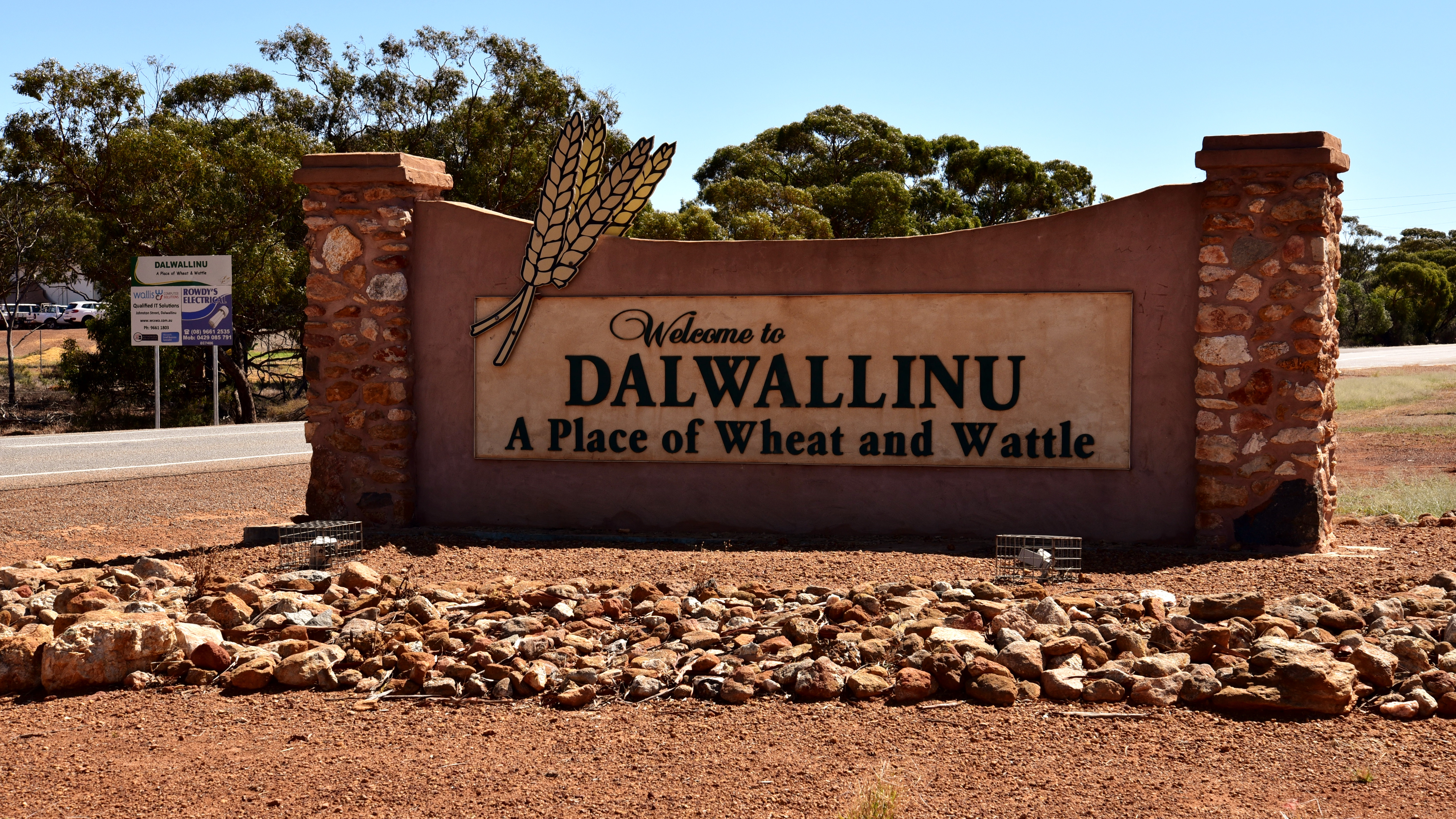
verwelkomingsmuur
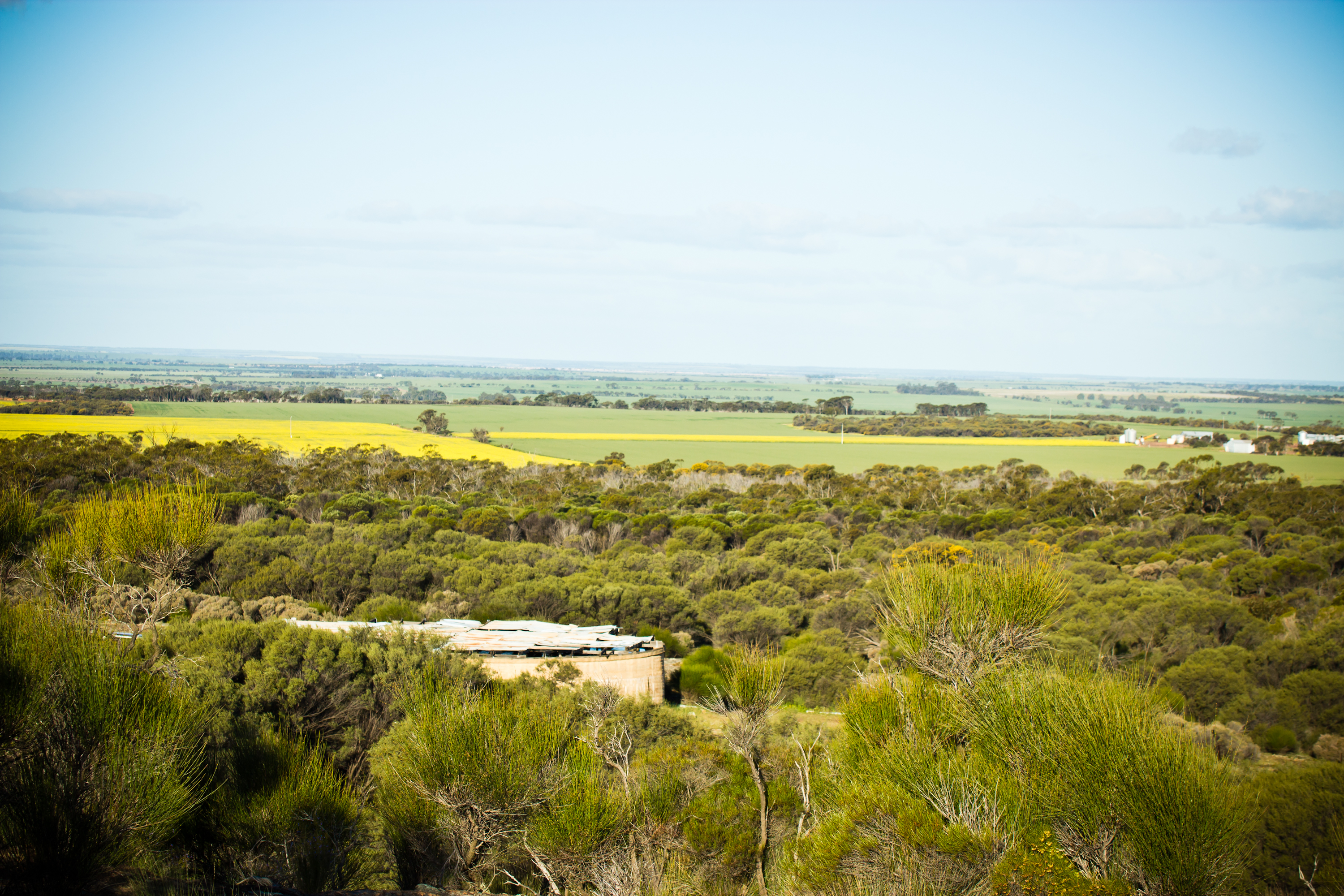
Xantippe watertank en uitzicht
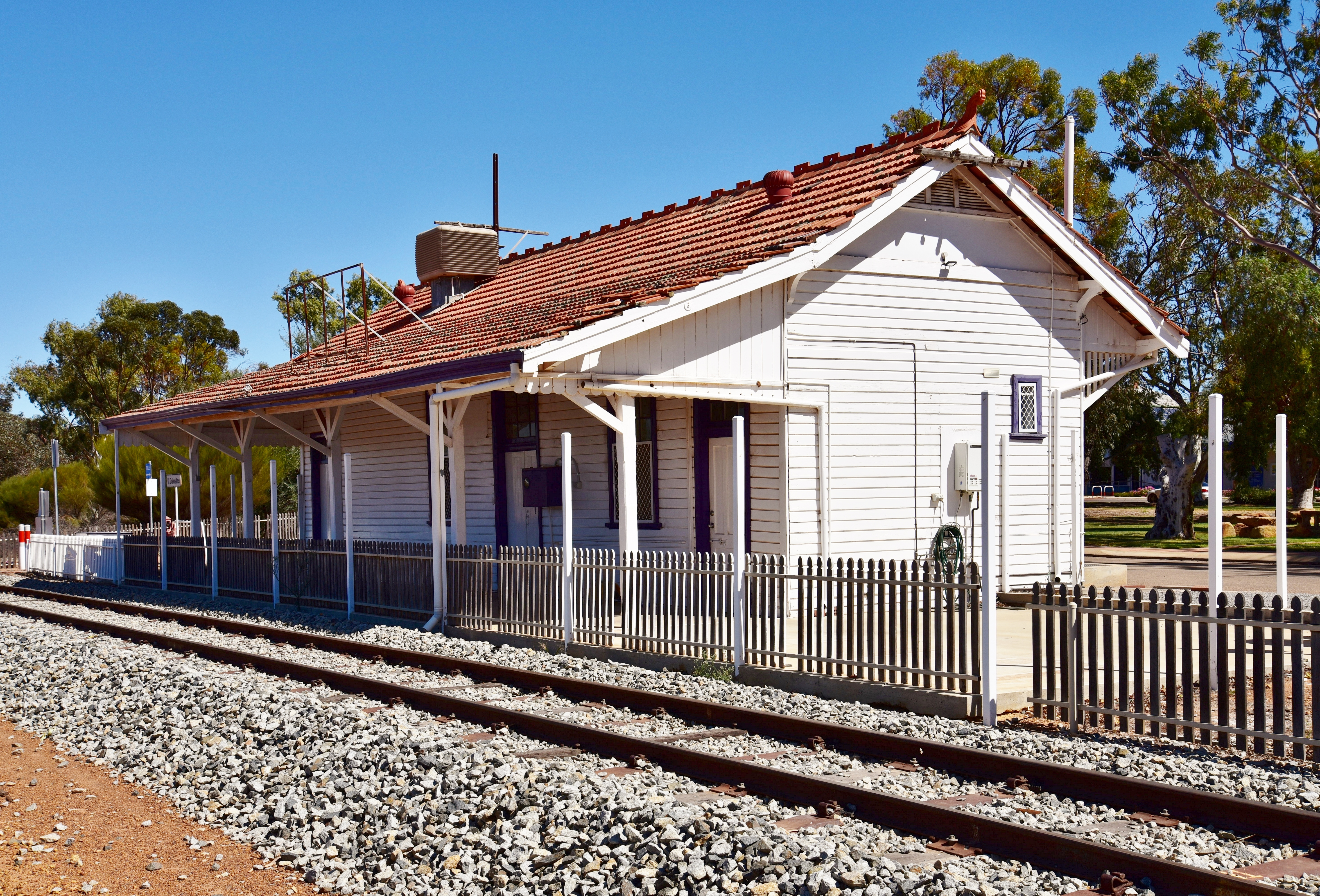
spoorwegstation uit 1913-14
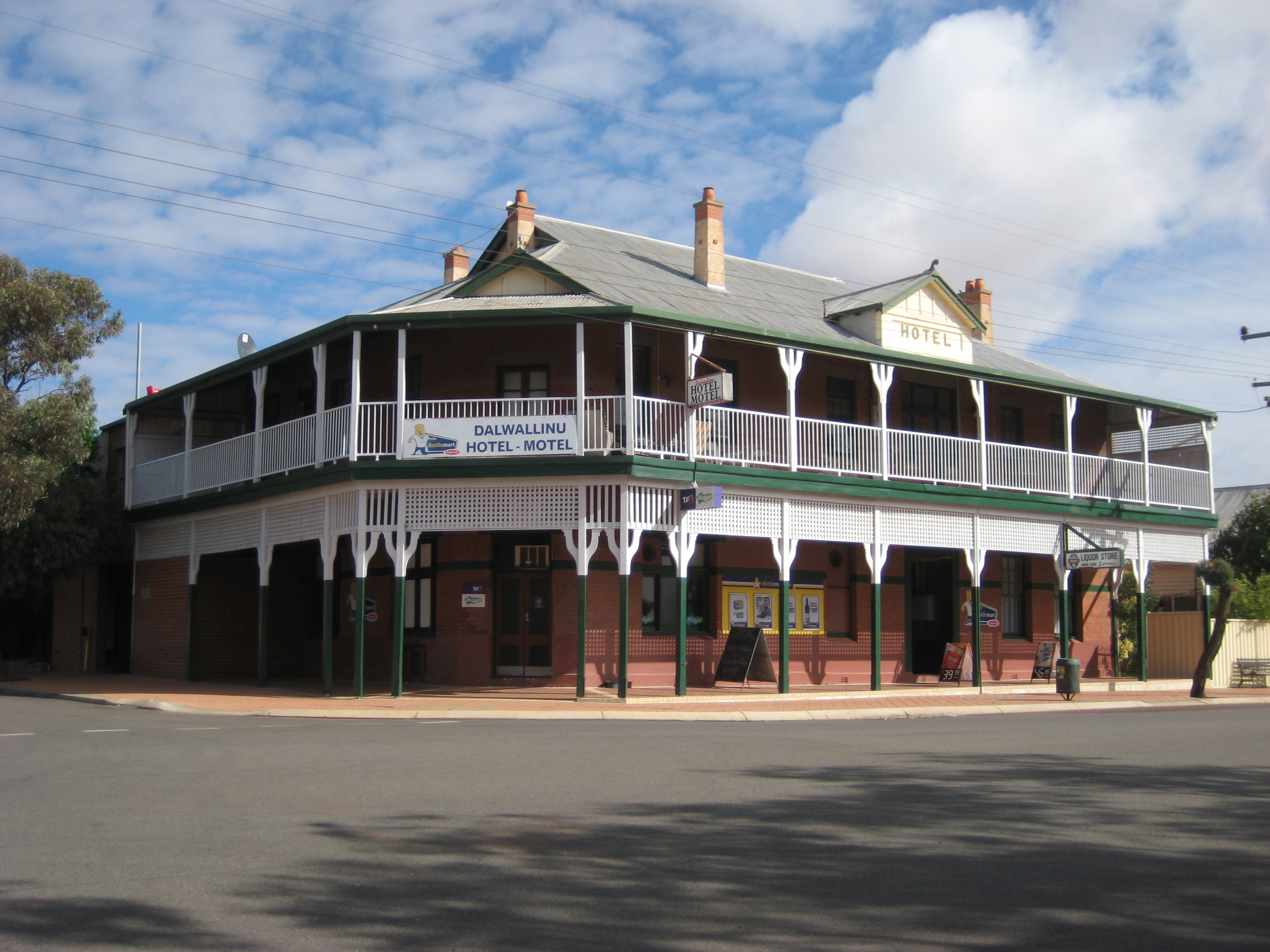
hotel uit 1926
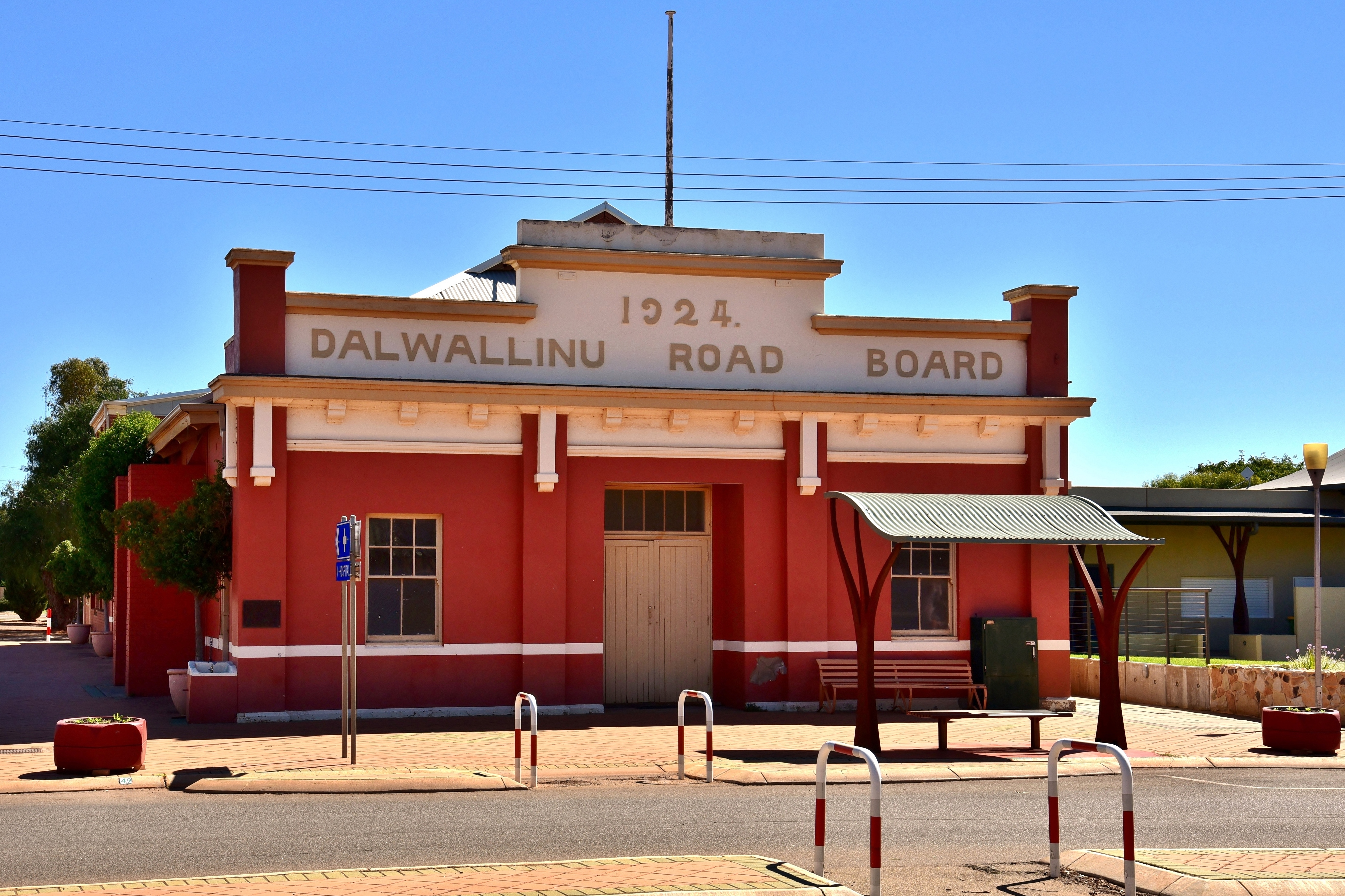
districtshuis uit 1924
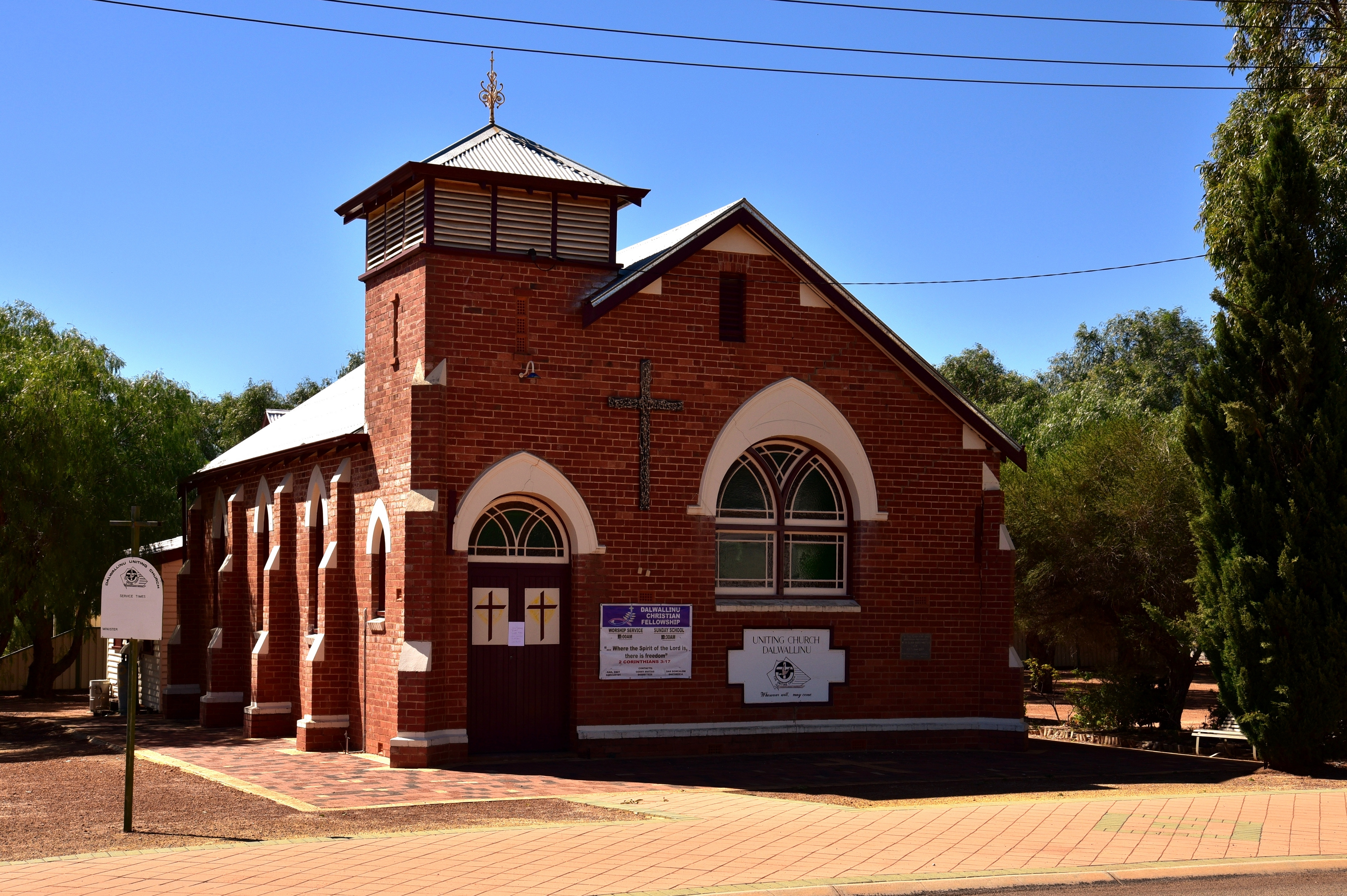
kerkje uit 1927

Aldersyde · Amery · Ardath · Arthur River · Baandee · Babakin · Badgingarra · Badjaling · Bailup · Bakers Hill · Balkuling · Ballaying · Ballidu · Beacon · Beenong · Beermullah · Bejoording · Belka · Bencubbin · Bendering · Benjaberring · Beverley · Bilbarin · Bindi Bindi · Bindoon · Bodallin · Bolgart · Bonnie Rock · Boolading · Booraan · Brookton · Bruce Rock · Bullaring · Bullfinch · Bulyee · Bungulla · Buntine · Burakin · Burracoppin · Cadoux · Calingiri · Campion · Caraban · Carrabin · Cataby · Cervantes · Chandler · Chittering · Clackline · Cold Harbour · Congelin · Coomberdale · Copley · Corrigin · Cowcowing · Crossman · Cuballing · Culbin · Cunderdin · Dalwallinu · Dandaragan · Dangin · Darkan · Dattening · Dongolocking · Doodlakine · Dowerin · Dudinin · Dumbleyung · Duranillin · Dwarda · Ejanding · Elabbin · Erikin · Gabbin · Gingin · Goomalling ·  Grass Valley · Greenhills · Guilderton · Gwambygine · Harrismith · Highbury · Hines Hill · Holt Rock · Hyden · Jelcobine · Jennacubbine · Jennapullin · Jitarning · Jurien Bay · Kalannie · Karlgarin · Kellerberrin · Kondinin · Kondut · Koojan · Koolyanobbing · Koorda · Korbel · Korrelocking · Kukerin · Kulin · Kulja · Kulyaling · Kunjin · Kununoppin · Kweda · Kwelkan · Kwolyin · Lancelin · Lake Brown · Lake Grace · Lake King · Ledge Point · Manmanning · Marvel Loch · Meckering · Meenaar · Merredin · Miling · Minnivale · Mogumber · Mokine · Moodiarrup · Mooliabeenee · Moora · Moorine Rock · Moorumbine · Moulyinning · Mount Hardey · Mount Kokeby · Mount Walker · Muchea · Mukinbudin · Muntadgin · Nalya · Nangeenan · Narembeen · Narrogin · New Norcia · Newdegate · Nilgen · Nokaning · North Bannister · Northam · Nukarni · Nungarin · Pantapin · Piawaning · Piesseville · Pingaring · Pingelly · Pithara · Popanyinning · Quairading · Quindanning · Regans Ford · Seabird · Shackleton · Southern Cross · Spencers Brook · Tammin · Tincurrin · Toodyay · Trayning · Varley · Wagin · Walebing · Walgoolan · Wandering · Wannamal · Watheroo · Welbungin · West Dale · West Toodyay · Westonia · Wialki · Wickepin · Wilbinga · Williams · Wongan Hills · Woodridge · Wubin · Wundowie · Wyalkatchem · Yealering · Yelbeni · Yellowdine · Yilliminning · Yerecoin · York · Yorkrakine · Yornaning · Yoting · Youndegin